# Marta Śniady
Marta Śniady   (Pabianice, 2 de febrer de 1986) és una compositora polonesa. Actualment viu a cavall de les ciutats poloneses Lodz i Wroclaw i és professora a l'Acadèmia de Música de Lodz.

## Formació
Estudià composició sota la tutela del professor Bronislaw Kazimierz Przybylski, graduant-se obtenint matrícula d'honor el 2010 a la Acadèmia de Música de Lodz. Ha participat en diversos tallers, classes magistrals i altres activitats amb grans figures del món contemporani com Simon Steen-Andersen, Chaya Czernowin, Jennifer Walshe o bé Rebecca Saunders.
El 2019 finalitzà els seus estudis de postgrau, Advanced Postgraduate Diploma, en composició, de la mà de Simon Steen-Andersen i Niels Rønsholdt a la Royal Academy of Music, Aarhus. Té un doctorat de l'Acadèmia de Música  de Lodz.

## Carrera professional
Des del 2015 Marta Śniady treballa com a professora a l'Acadèmia de Música de Lodz. El 2016 guanyà el XI Tadeusz Ochlewski’s Composers' Competition, un prestigiós concurs de composició a Cracòvia organitzat en motiu del 60è aniversari de l'Acadèmia de Música de Gdansk.
Com a compositora, Śniady veu la música com un mitjà de comunicació social que es refereix a les altres formes artístiques. És per aquest mateix motiu que no tracta les seves obres únicament des de l'aspecte d'art sonor, sinó que les construeix en un univers de múltiples capes de referències, de connexions.
Les seves obres han estat interpretades a diversos festivals, com Warsaw Autumn, Musica Electronica Nova, Musica Moderna, Pulsar Festival, Klang Festival, etc. Ha treballat amb conjunts com Ensemble Garage, Kwartludium, ElletroVoce, Spółdzielnia Muzyczna Contemporary Ensemble, New Music Orchestra, Faces Ensemble, Duo van Vliet i altres. El seu catàleg conté obres per a solista, música de cambra i per a conjunts grans, música orquestral, música per a obres de teatre i instal·lacions audiovisuals.

## Discografia
- s!c². for Solo Soprano and Electronics. Publicat per PWM Editions el 2014 (ISMN 9790274010119).[5]